# Temu (Prambon)
Temu is een bestuurslaag in het regentschap Sidoarjo van de provincie Oost-Java, Indonesië. Temu telt 2830 inwoners (volkstelling 2010).